# غفور جهانی
غفور جهانی (زاده ۲۸ خرداد ۱۳۲۸ در بندرانزلی) بازیکن فوتبال اهل ایران است.

## زندگی ورزشی
وی فوتبال را در بندر انزلی و از محله نویر کولیور شروع کرد که از آنجا بازیکنان بزرگی چون سیروس قایقران، علی نیاکانی و عزیز اسپندار هم به فوتبال ایران معرفی شدند.
در نوجوانی به عضویت تیم نوجوانان منتخب بندرانزلی درآمد و از این راه ابتدا به تیم ملی نوجوانان درآمد. در ادامه وی به عضویت تیم‌های ملی جوانان، امید و در نهایت تیم ملی ایران درآمد.
در آن زمان فوتبال ایران به صورت باشگاهی نبود و به صورت منتخب استان‌ها بود. در سال ۱۳۴۹ تیم منتخب گیلان با داشتن غفور جهانی قهرمان ایران شد. او پس از درخشش در باشگاه ملوان بندر انزلی و کسب عنوان آقای گل ایران به تیم ملی فوتبال ایران دعوت شد.
در مقدماتی جام جهانی ۱۹۷۸ توانست با گلزنی به تیم ملی فوتبال استرالیا، همراه تیم ملی ایران برای نخستین بار به جام جهانی فوتبال راه پیدا کند. تیم ملی فوتبال ایران، با بازی و گل‌های غفور جهانی توانست به جام جهانی آرژانتین برود. وی به همراه ملوان هم افتخاراتی چون قهرمانی جام حذفی را بدست آورد و یکسال بعد از جام جهانی از فوتبال خداحافظی کرد.
غفور جهانی چندی بعد باشگاه استقلال انزلی را بنیان‌گذاری کرد. با جدا شدن غفور جهانی چند نفر دیگر از بازیکنان ملوان از جمله محمود پیشگاه هادیان، رضا ویشگاهی، قاسم سلطان زاده، رمضان احمد پور و نصرت ایراندوست هر کدام به عللی ملوان را ترک کردند.
غفور جهانی کارمند بازنشسته گمرک ایران است و هم‌اکنون مربیگری تیم‌های محلی بندرانزلی را برعهده دارد.

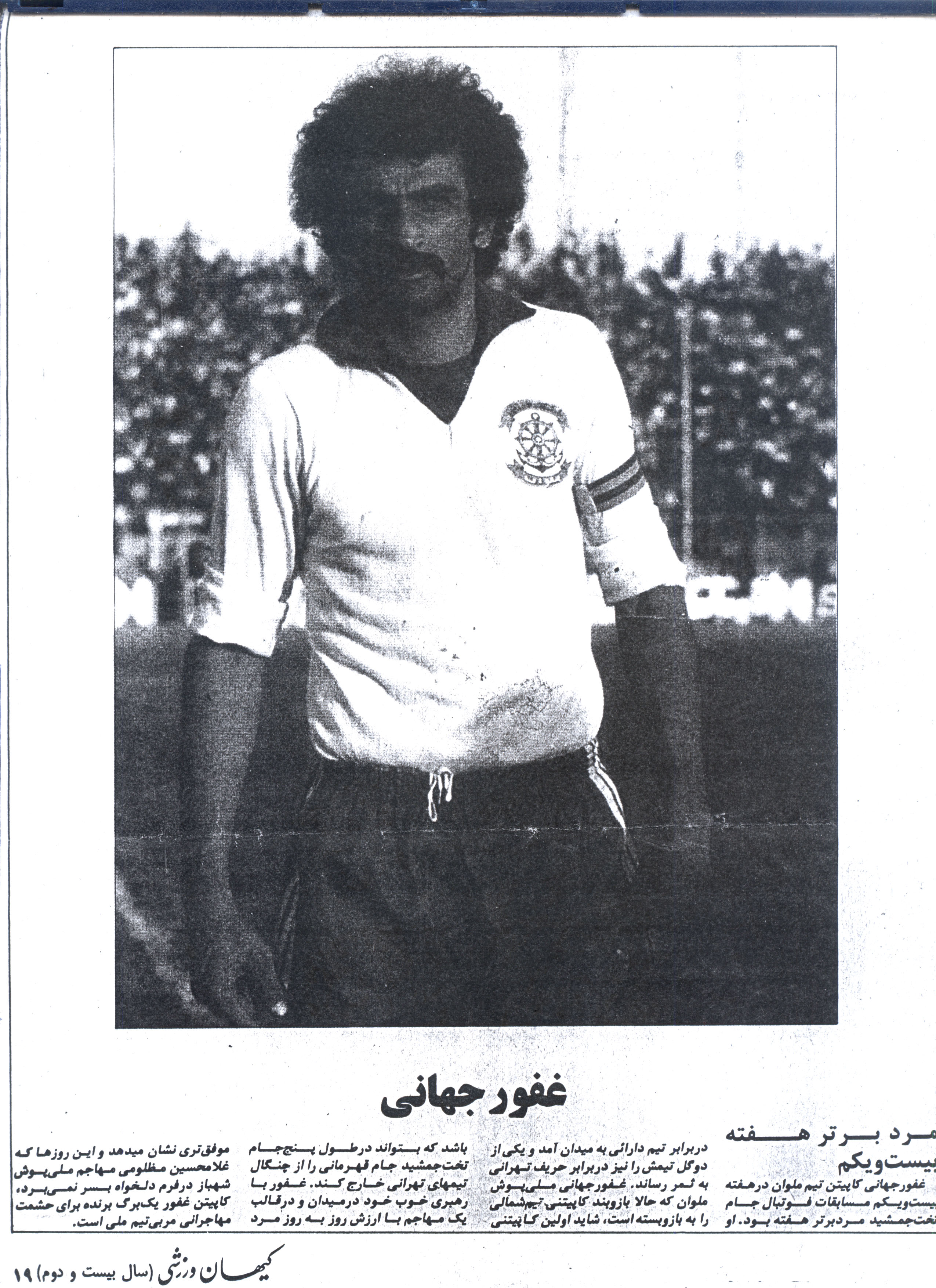
ملوان بندر انزلی

اوج درخشش این بازیکن به دهه پنجاه خورشیدی برمی گردد که وی در باشگاه ملوان بندر انزلی در نقش مهاجم بازی می‌کرد. با راهیابی به تیم ملی، شهرت و محبوبیت وی در سطح کشور گسترش یافت. از غفور جهانی با عنوان شیر گیلان یاد می‌شد.

### بازی در تیم‌های باشگاهی
- ۱۳۴۸ تا ۱۳۶۴ ملوان بندر انزلی
- ۱۳۶۴ تا ۱۳۶۶ استقلال بندر انزلی

### مربیگری
- ۱۳۶۵ تا ۱۳۶۸ استقلال بندر انزلی
- ۱۳۶۹ تا ۱۳۷۵ چوکا
- ۱۳۷۵ تا ۱۳۷۶ استقلال رشت